# Super Bowl I
Super Bowl I je bio utakmica između pobjednika NFL lige Green Bay Packersa i pobjednika AFL lige Kansas City Chiefsa na kraju sezone 1966. godine, a završila je pobjedom Packersa rezultatom 35:10 koji su tako osvojili prvi odigrani Super Bowl u povijesti. 
To je bila prva utakmica koja se igrala između pobjednika tada suparničkih liga, a odigrala se nakon dogovora o njihovom spajanju (koje će se dogoditi nakon odigrane sezone 1969. godine) nekoliko mjeseci ranije. Utakmica je tek kasnije postala poznata kao Super Bowl I (tada se službeno zvala AFL-NFL World Championship Game), a odigrana je na stadionu Los Angeles Memorial Coliseum u Los Angelesu u Kaliforniji.

## Tijek utakmice
| Četvrtina | Vrijeme | Momčad | Informacija o promjeni rezultata                                                   | Rezultat | Rezultat |
| Četvrtina | Vrijeme | Momčad | Informacija o promjeni rezultata                                                   | Packers  | Chiefs   |
| --------- | ------- | ------ | ---------------------------------------------------------------------------------- | -------- | -------- |
| 1         | 6:04    | GB     | touchdown dodavanjem (Starr-McGee), uspješan pokušaj za dodatni poen (Chandler)    | 7        | 0        |
| 2         | 10:40   | KC     | touchdown dodavanjem (Dawson-McClinton), uspješan pokušaj za dodatni poen (Mercer) | 7        | 7        |
| 2         | 4:37    | GB     | touchdown probijanjem (Taylor), uspješan pokušaj za dodatni poen (Chandler)        | 14       | 7        |
| 2         | 0:54    | KC     | field goal (Mercer)                                                                | 14       | 10       |
| 3         | 12:33   | GB     | touchdown probijanjem (Pitts), uspješan pokušaj za dodatni poen (Chandler)         | 21       | 10       |
| 3         | 0:51    | GB     | touchdown dodavanjem (Starr-McGee), uspješan pokušaj za dodatni poen (Chandler)    | 28       | 10       |
| 4         | 6:35    | GB     | touchdown probijanjem (Pitts), uspješan pokušaj za dodatni poen (Chandler)         | 35       | 10       |

## Statistika utakmice

### Statistika po momčadima
| Statistika                                                      | Green Bay Packers | Kansas City Chiefs |
| --------------------------------------------------------------- | ----------------- | ------------------ |
| Prvih pokušaja                                                  | 21                | 17                 |
| Ukupno osvojenih jardi                                          | 361               | 239                |
| Broj napada probijanjem                                         | 34                | 19                 |
| Ukupno jardi osvojenih probijanjem                              | 133               | 72                 |
| Broj napada s kompletiranim dodavanjem/ukupno napada dodavanjem | 16/24             | 17/32              |
| Ukupno jardi osvojenih dodavanjem                               | 228               | 167                |
| Izgubljenih lopti                                               | 1                 | 1                  |
| Prekršaji (izgubljenih jardi)                                   | 4 (40)            | 4 (26)             |
| Vrijeme posjeda lopte (min:s)                                   | 31:25             | 28:35              |

### Statistika po igračima

#### Najviše jardi dodavanja
| Quarterback     | Dodavanja* | Yds** | TD*** | Int**** |
| --------------- | ---------- | ----- | ----- | ------- |
| Bart Starr (GB) | 16/23      | 250   | 2     | 1       |
| Len Dawson (KC) | 16/27      | 211   | 1     | 1       |

#### Najviše jardi probijanja
| Igrač           | Pokušaja* | Yds** | TD*** |
| --------------- | --------- | ----- | ----- |
| Jim Taylor (GB) | 17        | 56    | 1     |
| Len Dawson (KC) | 3         | 24    | 0     |

#### Najviše uhvaćenih jardi dodavanja
| Igrač              | Dodavanja* | Yds** | TD*** |
| ------------------ | ---------- | ----- | ----- |
| Max McGee (GB)     | 7/10       | 138   | 2     |
| Chris Burford (KC) | 4/10       | 67    | 0     |

Napomena: * - broj kompletiranih dodavanja/ukupno dodavanja, ** - ukupno jardi dodavanja, *** - broj touchdownova (polaganja), **** - broj izgubljenih lopti